# Liste der Biografien/Wha
Liste der Biografien |
Portal Biografien |
Personensuche
# |
A |
B |
C |
D |
E |
F |
G |
H |
I |
J |
K |
L |
M |
N |
O |
P |
Q |
R |
S |
T |
U |
V |
W |
X |
Y |
Z |
?
 
Wa |
Wc |
Wd |
We |
Wh |
Wi |
Wj |
Wl |
Wn |
Wo |
Wr |
Ws |
Wt |
Wu |
Ww |
Wy |
Wz
 
Wha |
Whe |
Whi |
Who |
Why
Die Liste der Biografien führt alle Personen auf, die in der deutschsprachigen Wikipedia einen Artikel haben. Dieses ist eine Teilliste mit 81 Einträgen von Personen, deren Namen mit den Buchstaben „Wha“ beginnt.

## Wha

### Whai
- Whaitiri, Meka (* 1965), neuseeländische Politikerin der New Zealand Labour Party

### Whal
- Whale, Ben (* 1993), Schweizer Mundart-Musiker
- Whale, James (1889–1957), britischer Regisseur
- Whale, Laurent (* 1960), französisch-britischer Schriftsteller und Übersetzer
- Whalen, Ben, US-amerikanischer Schauspieler
- Whalen, Charles W. (1920–2011), US-amerikanischer Politiker (Republikanische Partei)
- Whalen, Edmund J. (* 1958), US-amerikanischer Geistlicher, römisch-katholischer Weihbischof in New York
- Whalen, John Sibley (1868–1913), US-amerikanischer Politiker
- Whalen, Lindsay (* 1982), US-amerikanische Basketballspielerin
- Whalen, Sara (* 1976), US-amerikanische Fußballspielerin
- Whalen, Sean (* 1964), US-amerikanischer Schauspieler
- Whalen, Thomas Michael III (1934–2002), US-amerikanischer Politiker, Bürgermeister von Albany (1983–1993)
- Whalen, Walter (1898–1966), US-amerikanischer Hochspringer
- Whaley, Frank (* 1963), US-amerikanischer Schauspieler
- Whaley, Jeffrey (* 1996), kanadischer BMX-Freestyle-Fahrer
- Whaley, Joachim (* 1954), englischer Historiker, Linguist und Hochschullehrer
- Whaley, Kellian (1821–1876), US-amerikanischer Politiker
- Whaley, Michael (* 1962), US-amerikanischer Schauspieler
- Whaley, Nan (* 1976), US-amerikanische Politikerin der Demokratischen Partei
- Whaley, Richard S. (1874–1951), US-amerikanischer Jurist und Politiker
- Whaley, Wade (1892–1968), US-amerikanischer Jazzmusiker (Klarinette)
- Whaley, Wallace W., US-amerikanischer Offizier, Generalmajor der US Air Force
- Whalin, Justin (* 1974), US-amerikanischer Schauspieler
- Whall, Veronica (1887–1967), britische Glasmalerin
- Whalley, Edward, Soldat und Politiker in Englischen Bürgerkrieg
- Whalley, J. Irving (1902–1980), US-amerikanischer Politiker
- Whalley, Joanne (* 1961), britische Schauspielerin
- Whalley, Óscar (* 1994), spanisch-britisch-mexikanischer Fußballtorhüter
- Whallon, Reuben (1776–1843), US-amerikanischer Jurist und Politiker
- Whalon, Pierre (* 1952), US-amerikanischer Priester, anglikanischer Bischof
- Whalum, Kirk (* 1958), US-amerikanischer Jazzmusiker

### Whan
- Whang-Od (* 1917), philippinische TätowiererinWhang-Od (* 1917)

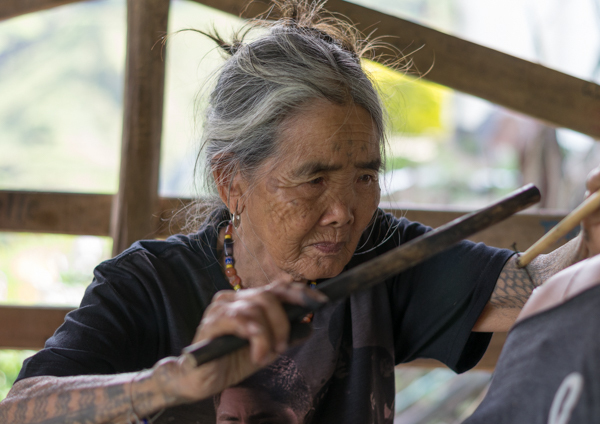
Whang-Od (* 1917)

- Whannel, Paddy (1922–1980), schottischer Medientheoretiker
- Whannell, Leigh (* 1977), australischer Schauspieler und Drehbuchautor

### Whap
- Whaples, George (1914–1982), US-amerikanischer Mathematiker

### Whar
- Wharmby, Tony (* 1940), britischer Fernsehregisseur und -produzent
- Wharnsby, David (* 1967), kanadischer Filmeditor und gelegentlicher Fernsehregisseur
- Wharram, James (1928–2021), britischer Pionier im Katamaranbau
- Wharram, Kenny (1933–2017), kanadischer Eishockeyspieler
- Wharry, Olive (1886–1947), britische Suffragette
- Wharton, Adam (* 2004), englischer Fußballtorhüter
- Wharton, Charles S. (1875–1939), US-amerikanischer Politiker
- Wharton, Clifton R. junior (1926–2024), US-amerikanischer Politiker, Hochschullehrer und Manager
- Wharton, David (* 1969), US-amerikanischer Schwimmer
- Wharton, Edith (1862–1937), amerikanische SchriftstellerinEdith Wharton (1862–1937)

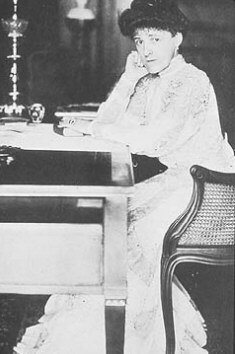
Edith Wharton (1862–1937)

- Wharton, Francis (1820–1889), US-amerikanischer Jurist, Pfarrer und Autor
- Wharton, Franklin (1767–1818), Befehlshaber des amerikanischen Marine Corps
- Wharton, Hogan (1935–2008), US-amerikanischer American-Football-Spieler
- Wharton, J. Ernest (1899–1990), US-amerikanischer Politiker
- Wharton, James (1813–1856), marokkanischer Boxer in der Bare-knuckle-Ära
- Wharton, Jesse († 1676), englischer Gouverneur der Province of Maryland
- Wharton, Jesse (1782–1833), US-amerikanischer Politiker (Demokratisch-Republikanische Partei)
- Wharton, Joseph (1826–1909), US-amerikanischer Industrieller, Mitbegründer der Bethlehem Steel Company
- Wharton, Ken (1916–1957), englischer Automobilrennfahrer
- Wharton, Kyle (* 1986), kanadisch-britischer Eishockeyspieler
- Wharton, Martin (* 1944), britischer anglikanischer Bischof
- Wharton, Philip, 1. Duke of Wharton (1698–1731), britischer Peer
- Wharton, Philip, 3. Baron Wharton (1555–1625), englischer Adliger und Politiker der späteren Tudor- und frühen Stuartzeit
- Wharton, Philip, 4. Baron Wharton (1613–1695), englischer Politiker der Conservative Party und Peer
- Wharton, Richard (* 1949), US-amerikanischer Schauspieler
- Wharton, Samuel (1732–1800), US-amerikanischer Politiker
- Wharton, Theo (* 1994), Fußballspieler von St. Kitts und Nevis
- Wharton, Theodore (1875–1931), US-amerikanischer Filmregisseur, Filmproduzent und Drehbuchautor
- Wharton, Thomas (1614–1673), englischer Arzt und Anatom
- Wharton, Thomas junior (1735–1778), US-amerikanischer Politiker
- Wharton, Thomas, 1. Baron Wharton († 1568), englischer Peer und Politiker
- Wharton, Thomas, 2. Baron Wharton (1520–1572), englischer Adliger und Politiker der Tudorzeit
- Wharton, Tiny (1927–2005), schottischer Fußballschiedsrichter und Fußballfunktionär
- Wharton, Wally Ann (* 1955), US-amerikanische Schauspielerin
- Wharton, William (1925–2008), amerikanischer Schriftsteller

### What
- What?, Wait! (* 1993), Künstlerin, Musikerin und Model
- Whateley, Jason (* 1990), australischer Boxer
- Whately, Kevin (* 1951), britischer SchauspielerKevin Whately (* 1951)

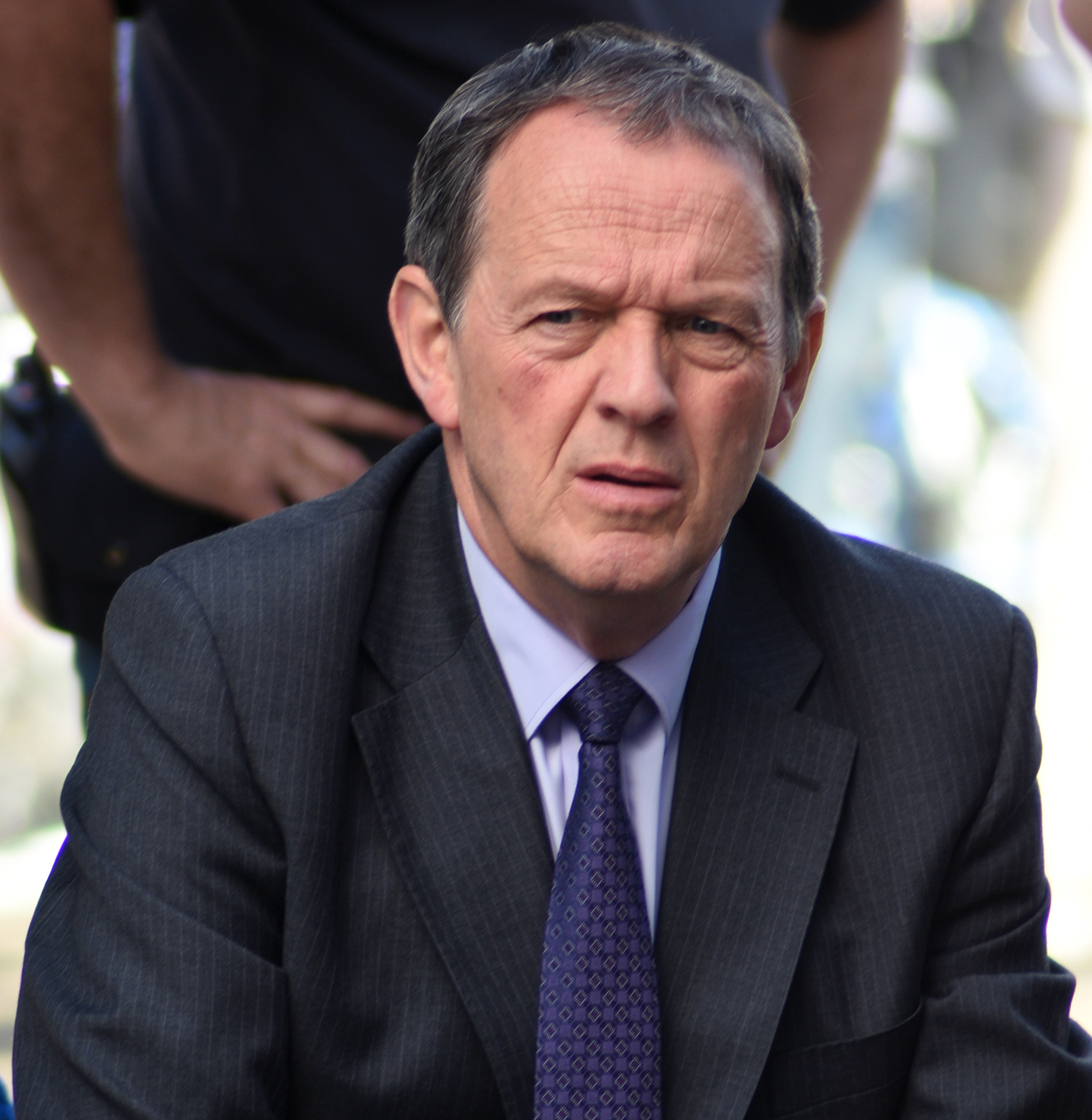
Kevin Whately (* 1951)

- Whately, Monica (1889–1960), englisch-britische Suffragette und politische Aktivistin
- Whately, Thomas (1726–1772), britischer Politiker und Verfasser einer gartentheoretischen Schrift
- Whatham, Claude (1927–2008), britischer Regisseur
- Whatley, Joshua (* 2005), britischer Motorradrennfahrer
- Whatley, Michael, US-amerikanischer Politiker der Republikanischen Partei
- Whatley, Simon (* 1973), englischer Dartspieler
- Whatmough, Joshua (1897–1964), US-amerikanischer Sprachwissenschaftler

### Whay
- Whayne, Jeannie (* 1948), US-amerikanische Historikerin